# Batterioclorofilla
Le batterioclorofille sono pigmenti fotosintetici presenti in vari batteri fototrofi. Hanno struttura simile alle clorofille, che sono i pigmenti primari presenti in piante, alghe e cianobatteri. 
Le batterioclorofille sono sfruttate per la fotosintesi, ma non producono ossigeno. Questi sistemi porfirinici utilizzano luce di lunghezza d'onda non assorbita dalle piante. Esistono sei differenti tipi di batterioclorofille, in relazione al tipo di batteri. Sono denominate batterioclorofilla a, b, c, d, e, g. Le batterioclorofille c e d sono clorine e possiedono un anello pirrolico ridotto, le altre sono batterioclorine a due anelli pirrolici ridotti.